# Jorge Roberto Ibarzábal
Roberto Ibarzábal (Pehuajó, Buenos Aires; 28 de marzo de 1928 - San Francisco Solano, Buenos Aires; 19 de noviembre de 1974) fue un militar argentino, perteneciente al Ejército, coronel (post mortem), que mientras se desempeñaba como jefe del Grupo de Artillería Blindado 1, con asiento en la guarnición militar en Azul (Buenos Aires), tras un ataque por la organización guerrillera ERP (Ejército Revolucionario del Pueblo) fue secuestrado y, tras 10 meses de cautiverio, asesinado luego de que la policía provincial se enfrentara con sus captores.

## Carrera militar
Estaba casado con Nélida Teresa de Agreda y era padre de dos hijas (Silva y María José) y un hijo (Roberto). Ingresó el 1 de abril de 1947 al Colegio Militar de la Nación, egresando como subteniente del Arma de Artillería el 12 de diciembre de 1950. También había cursado la Escuela Superior de Guerra de la cual se había graduado como oficial de Estado Mayor.

## Ataque a la Guarnición Militar de Azul
En 1974, el teniente coronel Ibarzábal se desempeñaba como jefe del Grupo de Artillería Blindado 1 de la guarnición militar de la ciudad de Azul, en el centro-este de la provincia de Buenos Aires.
A la medianoche del 19 de enero de 1974, con el objeto de robar armamento, la guarnición fue atacada por un grupo de entre cien y ciento veinte guerrilleros de la compañía "Héroes de Trelew" del Ejército Revolucionario del Pueblo, a las órdenes de Mario Roberto Santucho, Enrique Gorriarán Merlo y Hugo Irurzun. Atacaron vestidos con uniformes verdes de combate, armas de guerra y cascos parecidos a los del Ejército Argentino, lo cual hizo difícil su identificación en la noche. Para entrar al cuartel, asesinaron al soldado Daniel González que cumplía con el servicio militar obligatorio. Los guerrilleros lograron copar la guardia central, varios puestos de vigilancia y el casino de oficiales, pero encontraron una nutrida resistencia en la zona de baterías y la plaza de armas.
Al momento del ataque, Ibarzábal se encontraba dentro de su vivienda militar en los fondos del regimiento. Luego de bajar las persianas para proteger a su familia, vestido de civil, tomó un revólver para defender el cuartel. Se encontró con el coronel Camilo Arturo Gay, jefe del regimiento y, al cruzar un puente sobre el arroyo Azul, fueron emboscados por guerrilleros. El coronel Gay fue asesinado de un balazo en la cabeza e, Ibarzábal, secuestrado, sacado en un vehículo y conducido a una "cárcel del pueblo" del ERP.

## Secuestro y asesinato
Durante los meses siguientes, el ERP intentó negociar la libertad de Ibarzábal, obligado a escribir cartas en la que afirmaba que sus captores lo trataban bien.
Tras diez meses, el 19 de noviembre de 1974 a las 19, en San Francisco Solano (Quilmes, Buenos Aires), una patrulla de control de ruta de la policía provincial advirtió el paso de tres vehículos (dos automóviles y una camioneta que llevaba un armario metálico en el cual iba encerrado Ibarzábal) que se desplazaban en convoy con la intención de trasladarlo a una nueva “cárcel del pueblo” para despistar su paradero. Al advertirlo, los efectivos policiales iniciaron la persecución de los vehículos, que ya habían emprendido la fuga.
Se produjo un tiroteo que terminó con la detención de la camioneta. Uno de los combatientes del ERP, Sergio Dicovsky, subió a la caja y, con un arma de mano, efectuó tres disparos (uno a cada extremo y otro al centro) al armario metálico que terminaron con la vida de Ibarzábal. El guerrillero arrojó el arma y se entregó con los brazos en alto, sin resistencia.
Cuando los policías lo detuvieron, comprobaron quién se encontraba en el armario; su estado físico era deplorable, como consecuencia del prolongado encierro, en los que se lo hacía rotar en forma periódica para evitar que las fuerzas del orden pudieran localizarlo. Al día siguiente, en un comunicado, el ERP hablo de manera detallada sobre los hechos, justificando la ejecución.

## Legado
Ibarzábal fue ascendido al grado militar de coronel, post mortem.
En 2001, al cumplirse 27 años del ataque del ERP, el Estado Mayor General del Ejército realizó ceremonias en todas las guarniciones militares en honor al personal que falleció durante el asalto de Azul.
En 2007, su hija, Silvia Ibarzábal, anunció que pediría a la Justicia que el caso fuera investigado como delito de lesa humanidad.
Una década después, el hermano de Sergio Dicovsky, detenido por la muerte del secuestrado, logró que la desaparición del guerrillero fuera incorporada a la causa que investiga el CCD Puente12.
El caso está detallado en el documental El hermano de Miguel. Allí, el director Mariano Minestrelli (2018) logró reunir al hermano del guerrillero que mató al militar, con Silvia Ibarzábal, hija del militar muerto.